# Karl-Heinz Mendelson
Karl-Heinz Mendelson (Berlijn, 1926) is een Duits componist, arrangeur en dirigent. 

## Levensloop
Mendelson studeerde muziek in Berlijn. Van 1951 tot 1970 was hij in Melbourne, Australië en werkte aldaar als muzikant en als arrangeur voor televisie- en omroepmaatschappijen. In 1970 vertrok hij weer terug naar Duitsland en werd lid van het harmonieorkest van de Berlijnse Politie. In 1974 werd hij tot dirigent van het politiemuziekkorps in Keulen benoemd en bleef in deze functie tot zijn pensionering. 
Als componist schreef hij vooral werken voor harmonieorkest.

## Composities

### Werken voor harmonieorkest
- Blau und Rot, fantasie
- Gruß an Schottland, selectie
- Gruß aus der Schwalm, voor harmonieorkest
- Jubiläumsmarsch
- Schaufensterbummel, intermezzo
- Schwälmer Jägermarsch, voor jachthoornensemble en harmonieorkest
- Schwälmer Jägerruf, voor jachthoornensemble en harmonieorkest
- Vor Dem Stierkampf, ouverture